# انتر راو
شركة مساهمة انتر راو يو إس (بالروسية: Публичное акционерное общество «ИНТЕР РАО ЕЭС»)‏ ، شكل مختصر: ( Inter RAO )، يتم تداولها باسم، هي شركة قابضة متنوعة الطاقة ومقرها في موسكو، روسيا. وتشمل أعمالها توليد الطاقة والحرارة، وإمدادات الكهرباء، وتجارة الطاقة الدولية، والهندسة، وتصميم وتطوير البنية التحتية للطاقة الكهربائية. بالإضافة إلى أصولها في روسيا، فهي تسيطر على العديد من شركات الطاقة خارج روسيا بما في ذلك محطات الطاقة الحرارية والمائية، ومشغلي الشبكات وتجار الطاقة. وهي تحتكر تصدير واستيراد الكهرباء في روسيا. 
تعد انتر راو يو إس واحدة من أكبر شركات الطاقة العامة الروسية من حيث القيمة السوقية التي تجاوزت 10.5 دولارًا أمريكيًا مليار دولار في نهاية عام 2011.  وفي السنة المالية 2011، أعلنت الشركة عن إيرادات بلغت 18.24 مليار دولار أمريكي (مقابل 15.28 مليار دولار أمريكي في عام 2010) وصافي دخل قدره 1.41 دولار أمريكي. مليار دولار (مقابل 614 مليون دولار في عام 2010).  في نهاية عام 2011، كان لدى مجموعة انتر راو يو إس أكثر من 47000 موظف. وفي عام 2021 بلغت إيرادات الشركة 89 مليار روبل.